# 摩尔人喷泉

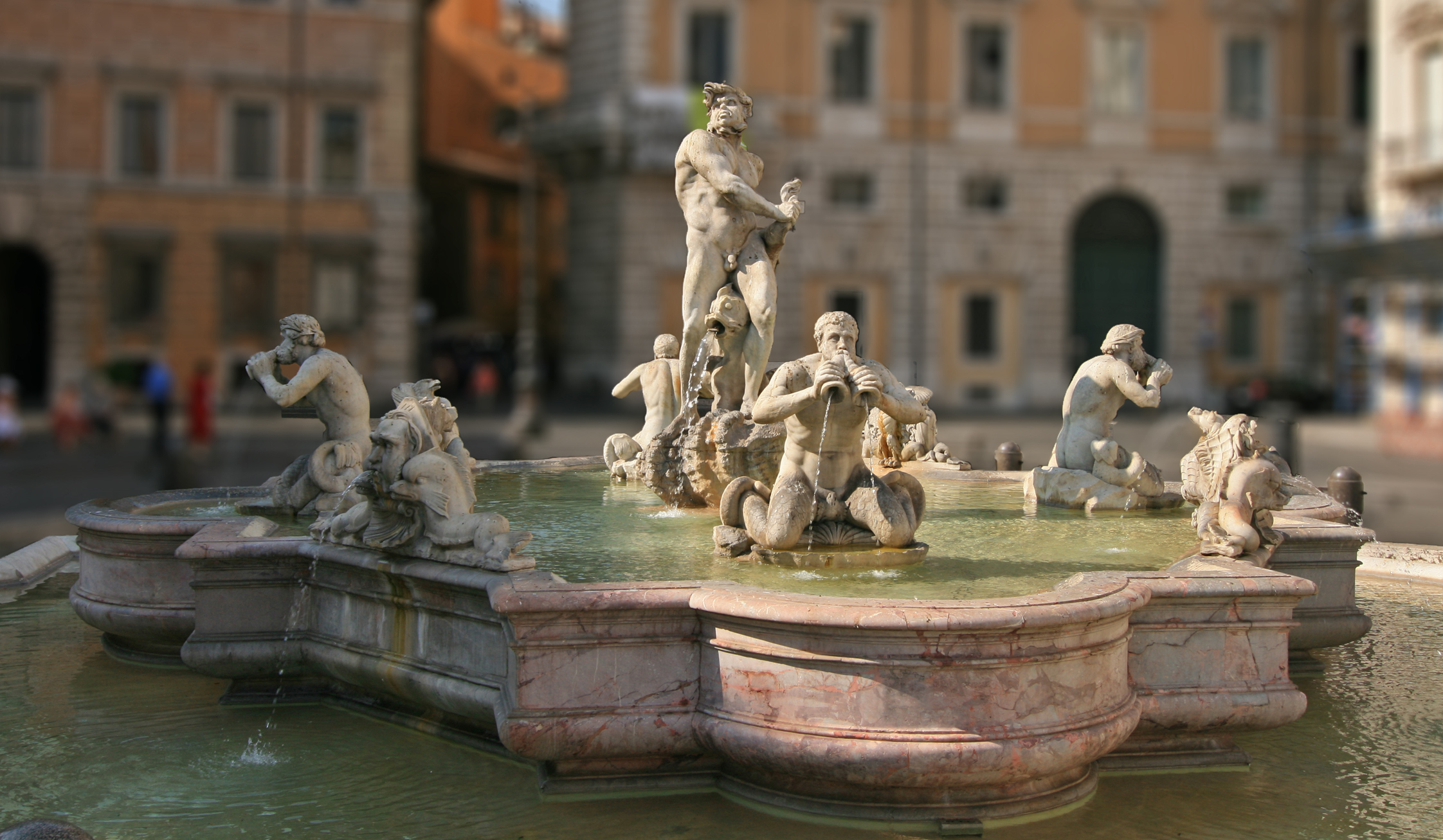
摩尔人喷泉

41°53′53″N 12°28′23″E / 41.898122°N 12.473156°E
摩尔人喷泉（義大利語：Fontana del Moro）是一个喷泉，位于意大利罗马纳沃纳广场的南端。它描绘一个摩尔人或非洲人（也许原来是尼普顿），站在海螺壳中， 与一只海豚摔跤，周围是四个特里同。它被放置在一个玫瑰色大理石喷泉池中。 

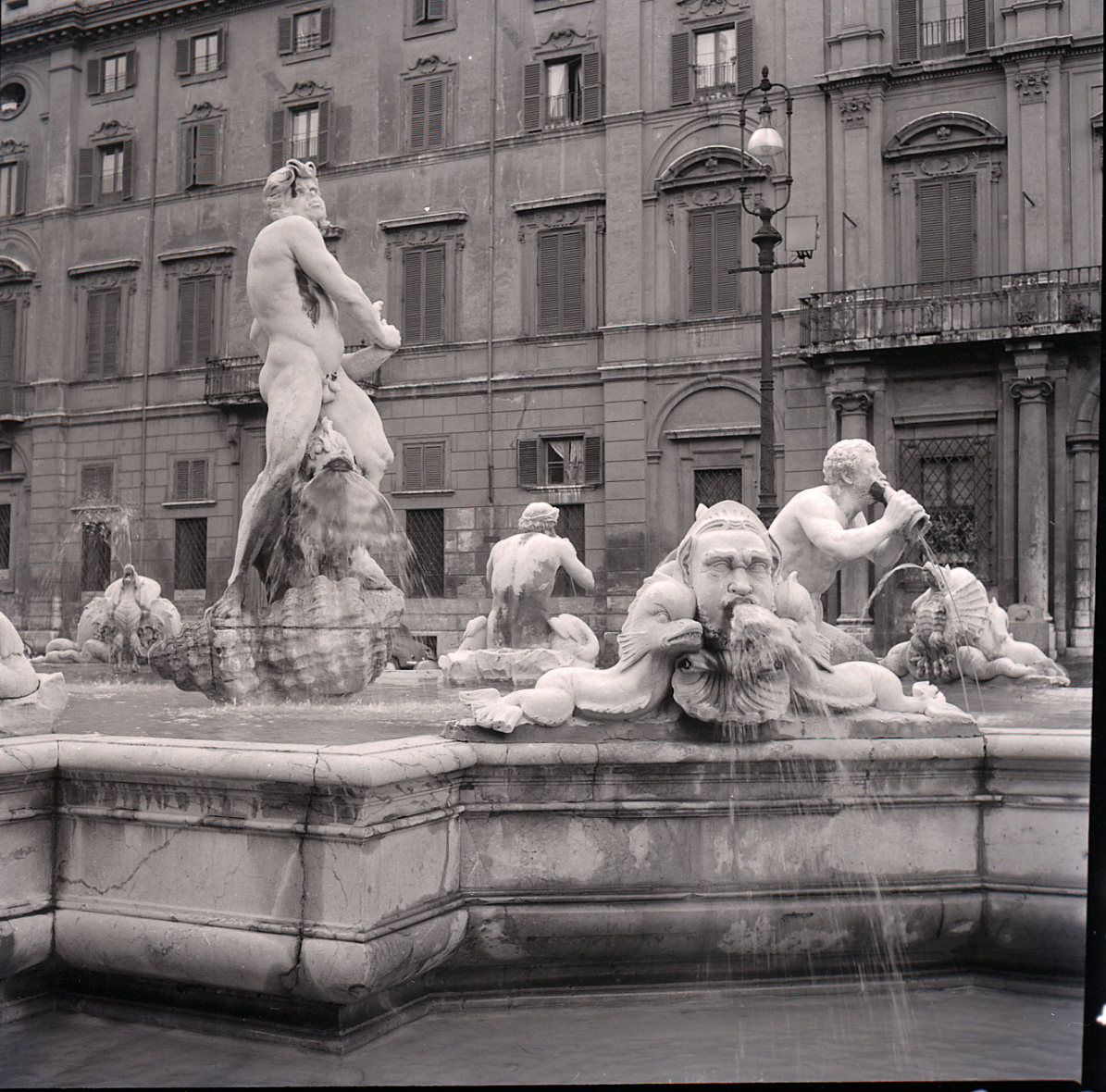
1960的噴泉

喷泉原先由贾科莫·德拉·波尔塔设计于1575年，有海豚和四个特里同。1653年，由济安·贝尼尼增加了摩尔人雕像。1874年，原雕像被移到博爾蓋塞别墅，代之以复制品陈列在广场上。